# گیتار آکوستیک سیم فلزی

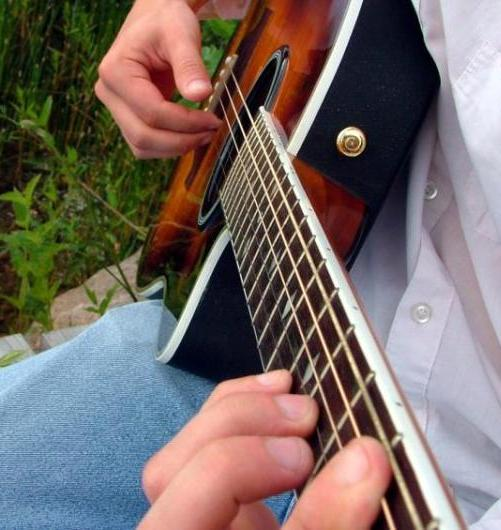
نواختن یک گیتار سیم فلزی

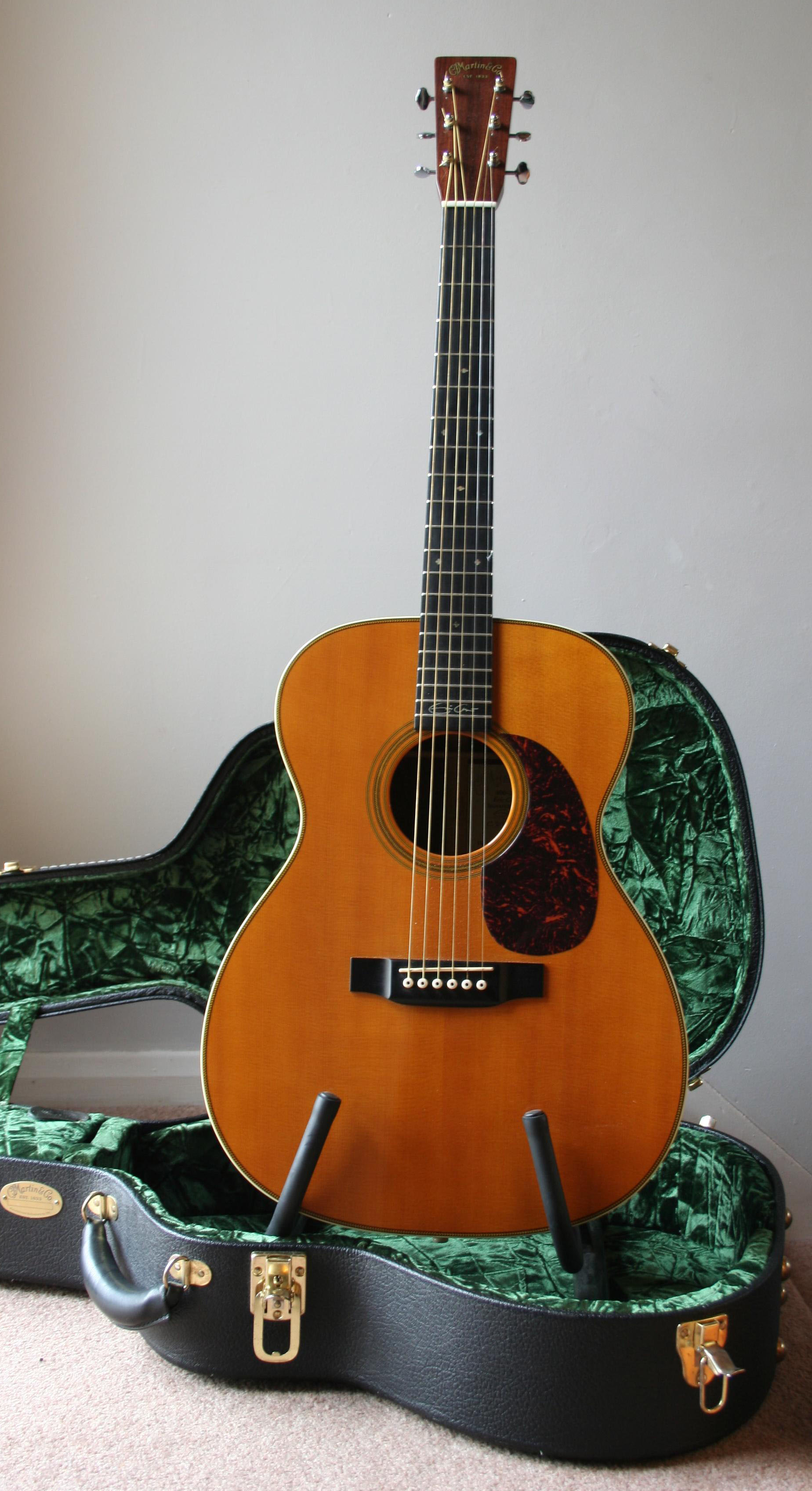
یک مدل CF مارتین اریک کلاپتون

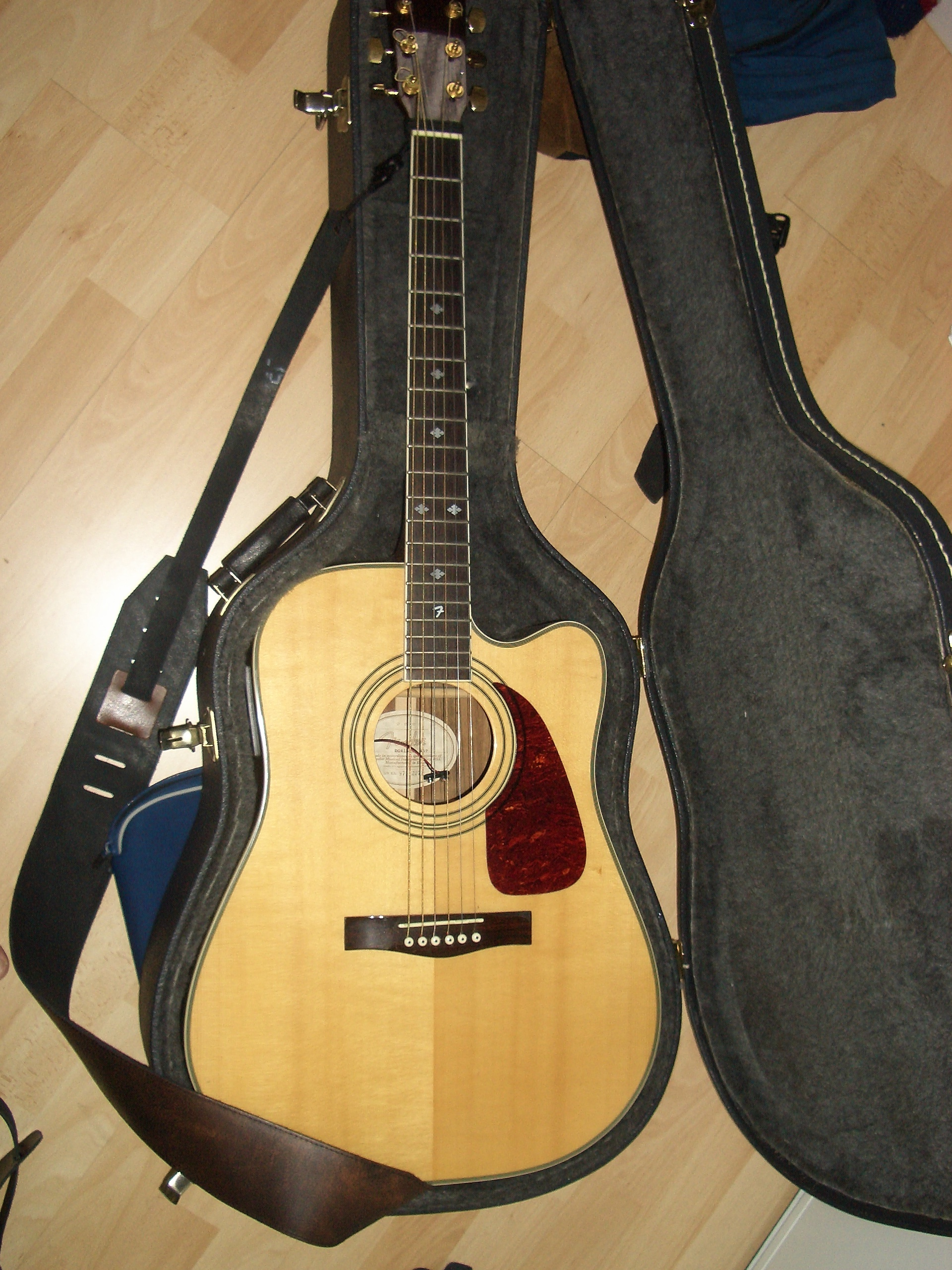
فندر DG- 41SCE

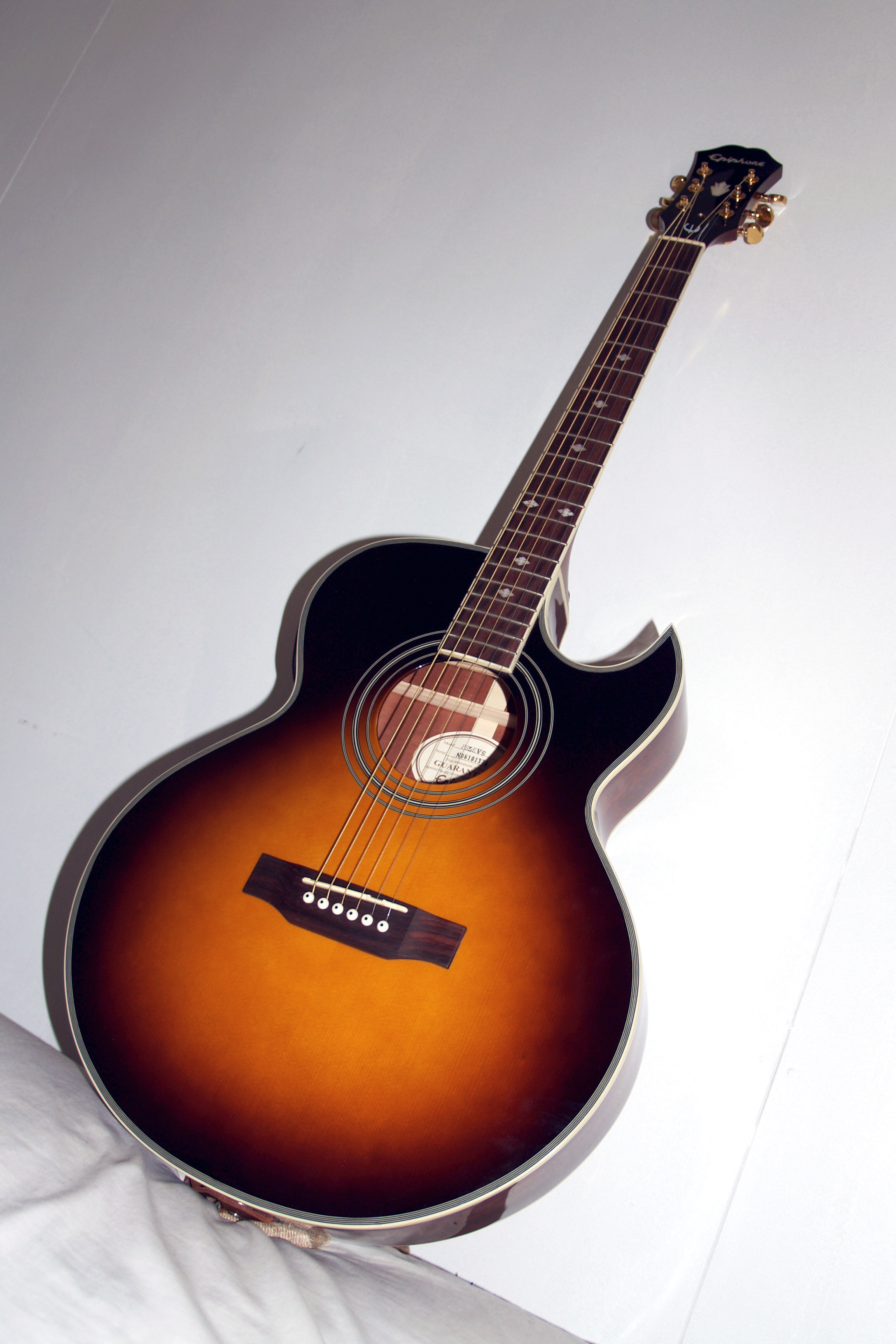
Epiphone PR-5E VS

گیتار آکوستیک سیم فلزی شکلی مدرن از گیتار است که از گیتار رومانتیک با سیم فلزی سرچشمه می‌گیرد، اما برای صدایی روشن‌تر و بلندتر با سیم‌های فلزی سیم‌بندی می‌شود. مانند گیتار کلاسیک، اغلب به عنوان یک گیتار آکوستیک شناخته می‌شود و فقط به جای سه سیم فلزی و سه سیم نایلونی، هر شش سیم آن فلزی است.
رایج‌ترین نوع آن اغلب گیتار تخت نامیده می‌شود، تا آن را از گیتار آرک تاپ تخصصی تر و سایر تغییرات متمایز کند.
تنظیم استاندارد برای گیتار آکوستیک EADGBE (کم به بالا) است، اگرچه بسیاری از نوازندگان، به ویژه انگشت‌بازها، از کوک‌های جایگزین (scordatura)، مانند open G (DGDGBD), open D (DADF ♯ -AD), Drop D (DADGBE) استفاده می‌کنند. یا DADGAD (به ویژه در موسیقی سنتی ایرلندی).